# Odo de Bayeux

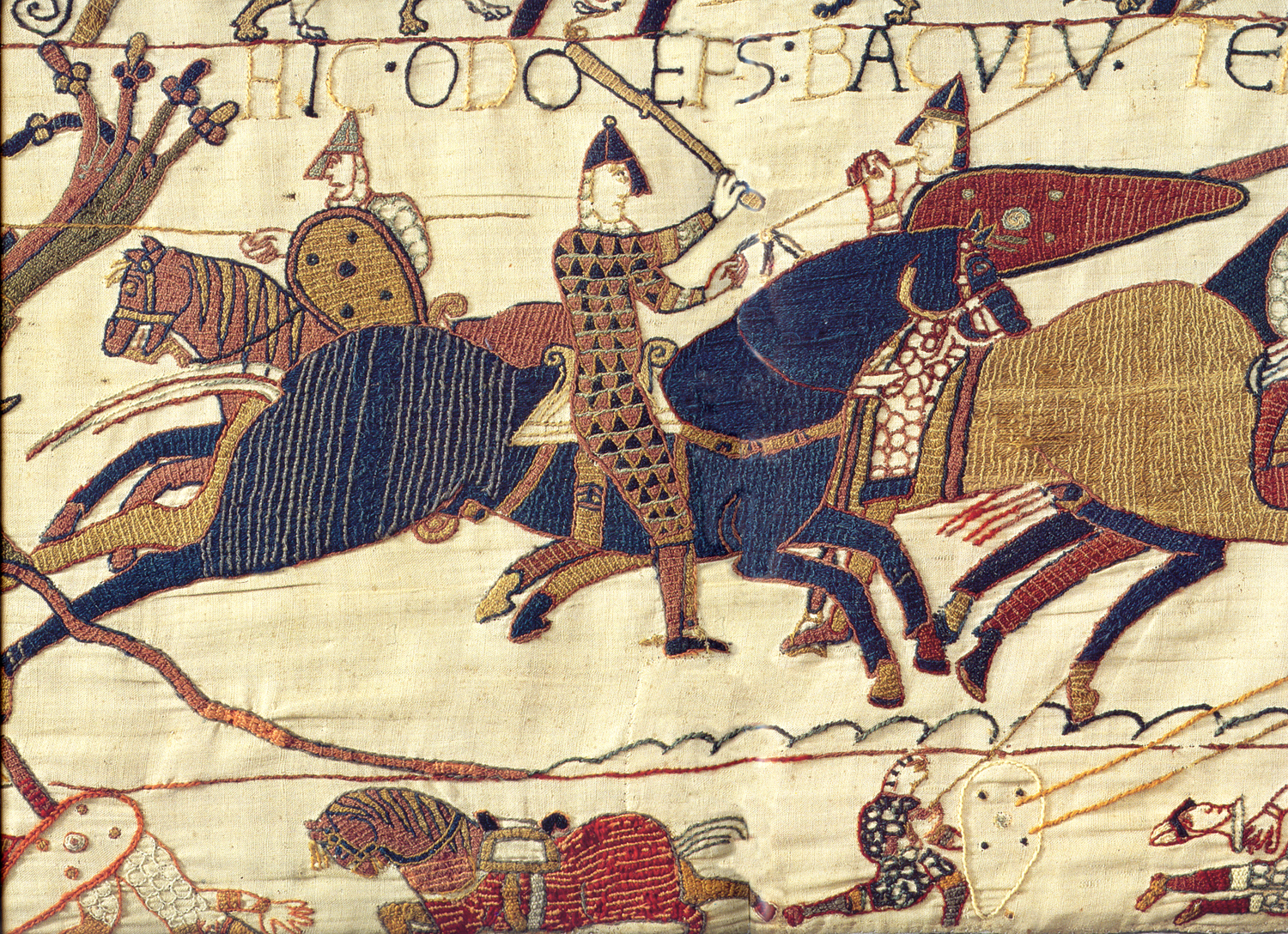
Odo, com uma maça em mãos, reagrupando tropas do duque Guilherme durante a Batalha de Hastings em 1066, como mostrado na tapeçaria de Bayeux. Tituli em latim acima: HIC ODO EP[ISCOPU]S BACULU[M] TENENS CONFORTAT PUEROS ("Aqui o bispo Odo, segurando sua maça, encorajando os jovens"). Duque Guilherme também é mostrado brandindo uma maça durante a batalha em outra cena.

Odo de Bayeux, por vezes referido como Odão ou Odo, Conde de Kent (morto em 1097), e Bispo de Bayeux, foi o meio-irmão de Guilherme, o Conquistador, e foi, durante algum tempo, o segundo no poder depois do rei da Inglaterra.

## Início de vida
Era filho da mãe de Guilherme, o Bastardo, Arlete de Falaise, e Herluino de Conteville. O conde Roberto de Mortain era seu irmão mais novo. Há incerteza sobre a sua data de nascimento. Alguns historiadores sugeriram que ele nasceu por volta de 1035. Duque Guilherme o fez bispo de Bayeux em 1049. Por isso, tem sido sugerido que seu nascimento foi anterior a 1030, fazendo com que tivesse uns dezenove anos, em vez de catorze, na época.

## Conquista normanda e anos seguintes
Embora Odo fosse um clérigo cristão ordenado, ele é mais conhecido como guerreiro e estadista, participando do Conselho de Lillebonne. Encontrou navios para a invasão normanda da Inglaterra e é um dos poucos companheiros comprovados de Guilherme, o Conquistador, conhecido por ter lutado na Batalha de Hastings em 1066. A tapeçaria de Bayeux, provavelmente encomendada por ele para adornar sua própria catedral, parece trabalhar o ponto em que ele realmente não lutou, isto é, derramar sangue, em Hastings, mas incentivou as tropas da parte traseira. A anotação latina bordada na Tapeçaria acima de sua imagem cita: "Hic Odo Eps (Episcopus) Baculu(m) Tenens Confortat Pueros", ou, "Aqui Odo, o bispo que segura uma maça, fortalece os jovens." Sugeriu-se que seu status clerical proibisse-o de usar uma espada, embora isso seja duvidoso: a maça era uma arma comum e usado frequentemente pela liderança, inclusive pelo próprio Duque Guilherme, como também retratado na mesma parte da tapeçaria. Odo foi acompanhado por Guilherme, o transportador de seu báculo e um séquito de criados e membros de sua criadagem.
Em 1067, Odo tornou-se conde de Kent, e por alguns anos foi um ministro real confiável. Em algumas ocasiões em que Guilherme estava ausente (de volta à Normandia), ele atuou como regente de facto da Inglaterra, e às vezes liderou as forças reais contra as rebeliões (por exemplo, a Revolta dos Condes): a esfera precisa de seus poderes não é certa. Há outras ocasiões em que acompanhou o duque de volta à Normandia.
Durante este tempo, Odo adquiriu vastas propriedades na Inglaterra, maior em extensão do que qualquer um, exceto o rei: ele tinha terra em vinte e três condados, principalmente no sudeste e na Ânglia Oriental.